# Didelphis pernigra
Didelphis pernigra är en pungdjursart som beskrevs av Joel Asaph Allen 1900. Didelphis pernigra ingår i släktet Didelphis och familjen pungråttor. IUCN kategoriserar arten globalt som livskraftig. Inga underarter finns listade.

## Utseende
Didelphis pernigra listades länge som ett synonym till vitörad opossum och därför är avhandlingar som beskriver artens utseende fåtaliga. Allmänt är de vita och svarta mönster i ansiktet tydligare vad som ger en skarpare kontrast. De svarta håren som är inblandade i bålens päls är vanligen längre än hos vitörad opossum. De vita öronen är nakna. Liksom andra släktmedlemmar har Didelphis pernigra en spetsig nos och en svans som bara nära bålen bär päls. Resten av svansen som kan användas som gripverktyg bär fjäll och några tunna glest fördelade hår. I honans pung (marsupium) förekommer 13 spenar. Artens tandformel är I 5/4 C 1/1 P 3/3 M 4/4.

## Utbredning
Pungdjuret förekommer i nordvästra Sydamerika från västra Venezuela till västra Bolivia. Arten vistas i bergstrakter mellan 2 000 och 3 700 meter över havet. Den kan anpassa sig till alla habitat som finns i regionen. Enligt en annan källa besöker arten galleriskogar i lägre regioner av bergstrakterna.
Levnadssättet antas vara lika som hos andra släktmedlemmar.